# Забравяне
Забравянето е загуба на информация, която вече е била съхранена в паметта на индивида. То е спонтанен и постепенен процес, чрез който става невъзможно да си спомним факти. Забравянето е важна функция на паметта, тъй като според някои учени количеството на запаметената в мозъка информация е ограничено. Забравянето служи за това само най-важната част от информацията да бъде съхранена и впоследствие да бъде използвана. Процесът на забравяне се извършва избирателно и зависи от редица фактори.
Съществуват няколко теории, обясняващи този феномен.
Липса на външен стимул
Ако информация е била запаметена при наличието на силен външен стимул, често се случва да е невъзможно да си я спомним при отсъствие на този стимул. Например хора, преживели силен стрес, не могат да си спомнят подробности около случката, освен ако не бъдат поставени в условия, подобни на тези, при които събитието се е случило.
Мозъчни заболявания
При тях е невъзможно запаметяването на нова информация или спомнянето на вече запаметена информация. Например такива болести са болестта на Алцхаймер, амнезията и деменцията.
Биохимично разграждане